# Euglossa villosiventris
Euglossa villosiventris är en biart som beskrevs av Jesus Santiago Moure 1968. Euglossa villosiventris ingår i släktet Euglossa, tribus orkidébin, och familjen långtungebin. Inga underarter finns listade.